# Championnats de Belgique d'athlétisme 2015
Les Championnats de Belgique d'athlétisme 2015 toutes catégories se sont tenus les 25 et 26 juillet au stade Roi-Baudouin à Bruxelles.
L'épreuve des 10 000 mètres hommes et dames et le 3 000 m steeple dames se sont déroulés le samedi 2 mai à Heusden-Zolder.

## Résultats courses

### 100 m
| rang               | athlète          | prestation |
| ------------------ | ---------------- | ---------- |
| Médaille d'or      | Yannick Meyer    | 10 s 63    |
| Médaille d'argent  | Jean Marie Louis | 10 s 77    |
| Médaille de bronze | Chamberry Muaka  | 10 s 82    |

| rang               | athlète              | prestation |
| ------------------ | -------------------- | ---------- |
| Médaille d'or      | Anne Zagré           | 11 s 49    |
| Médaille d'argent  | Olivia Borlée        | 11 s 51    |
| Médaille de bronze | Naomi Van den Broeck | 11 s 77    |

### 200 m
| rang               | athlète         | prestation |
| ------------------ | --------------- | ---------- |
| Médaille d'or      | Arnout Matthijs | 21 s 05    |
| Médaille d'argent  | Chamberry Muaka | 21 s 60    |
| Médaille de bronze | Lars Herreman   | 21 s 63    |

| rang               | athlète                | prestation |
| ------------------ | ---------------------- | ---------- |
| Médaille d'or      | Olivia Borlée          | 23 s 36    |
| Médaille d'argent  | Cynthia Bolingo Mbongo | 23 s 49    |
| Médaille de bronze | Sarah Rutjens          | 23 s 91    |

### 400 m
| rang               | athlète         | prestation |
| ------------------ | --------------- | ---------- |
| Médaille d'or      | Jonathan Borlée | 45 s 27    |
| Médaille d'argent  | Kévin Borlée    | 45 s 84    |
| Médaille de bronze | Dylan Borlée    | 45 s 95    |

| rang               | athlète         | prestation |
| ------------------ | --------------- | ---------- |
| Médaille d'or      | Laetitia Libert | 53 s 20    |
| Médaille d'argent  | Rani Nagels     | 53 s 69    |
| Médaille de bronze | Ine Hugaerts    | 54 s 79    |

### 800 m
| rang               | athlète            | prestation    |
| ------------------ | ------------------ | ------------- |
| Médaille d'or      | Aurële Vandeputte  | 1 min 48 s 65 |
| Médaille d'argent  | Jan Van den Broeck | 1 min 48 s 71 |
| Médaille de bronze | Nicky Coemans      | 1 min 48 s 79 |

| rang               | athlète          | prestation    |
| ------------------ | ---------------- | ------------- |
| Médaille d'or      | Lotte Scheldeman | 2 min 12 s 96 |
| Médaille d'argent  | Charlotte Jacobs | 2 min 13 s 19 |
| Médaille de bronze | Margot Mahieu    | 2 min 14 s 02 |

### 1 500 m
| rang               | athlète         | prestation    |
| ------------------ | --------------- | ------------- |
| Médaille d'or      | Jérome Kahia    | 3 min 50 s 65 |
| Médaille d'argent  | Ruben Van Praet | 3 min 50 s 90 |
| Médaille de bronze | Simon Debognies | 3 min 50 s 93 |

| rang               | athlète         | prestation    |
| ------------------ | --------------- | ------------- |
| Médaille d'or      | Sofie Van Accom | 4 min 22 s 12 |
| Médaille d'argent  | Jenna Wyns      | 4 min 25 s 72 |
| Médaille de bronze | Imana Truyers   | 4 min 27 s 37 |

### 5 000 m
| rang               | athlète          | prestation     |
| ------------------ | ---------------- | -------------- |
| Médaille d'or      | Koen Naert       | 14 min 16 s 55 |
| Médaille d'argent  | Lukas Van Assche | 14 min 17 s 57 |
| Médaille de bronze | Stijn De Vulder  | 14 min 19 s 45 |

| rang               | athlète                | prestation     |
| ------------------ | ---------------------- | -------------- |
| Médaille d'or      | Veerle Van Linden      | 16 min 30 s 98 |
| Médaille d'argent  | Lore Tack              | 16 min 31 s 33 |
| Médaille de bronze | Ferahiwat Gamachu Tulu | 16 min 31 s 60 |

### 10 000 m
| rang               | athlète              | prestation     |
| ------------------ | -------------------- | -------------- |
| Médaille d'or      | Abdelhadi El Hachimi | 29 min 3 s 33  |
| Médaille d'argent  | Steven Casteele      | 29 min 45 s 39 |
| Médaille de bronze | Nick Van Peborgh     | 29 min 50 s 75 |

| rang               | athlète                | prestation     |
| ------------------ | ---------------------- | -------------- |
| Médaille d'or      | Ferahiwat Gamachu Tulu | 36 min 30 s 45 |
| Médaille d'argent  | Manuela Soccol         | 36 min 31 s 14 |
| Médaille de bronze | Birgit Massage         | 37 min 7 s 95  |

## Résultats obstacles

### 110 m haies/100 m haies
| rang               | athlète         | prestation |
| ------------------ | --------------- | ---------- |
| Médaille d'or      | Dario De Borger | 13 s 87    |
| Médaille d'argent  | Dylan Caty      | 14 s 03    |
| Médaille de bronze | Adrien Deghelt  | 14 s 04    |

| rang               | athlète          | prestation |
| ------------------ | ---------------- | ---------- |
| Médaille d'or      | Anne Zagré       | 12 s 87    |
| Médaille d'argent  | Sara Aerts       | 13 s 24    |
| Médaille de bronze | Dorien Van Diest | 13 s 95    |

### 400 m haies
| rang               | athlète          | prestation |
| ------------------ | ---------------- | ---------- |
| Médaille d'or      | Michaël Bultheel | 49 s 04    |
| Médaille d'argent  | Tim Rummens      | 51 s 55    |
| Médaille de bronze | Romain Nicodème  | 52 s 98    |

| rang               | athlète          | prestation |
| ------------------ | ---------------- | ---------- |
| Médaille d'or      | Axelle Dauwens   | 55 s 93    |
| Médaille d'argent  | Nenah De Coninck | 57 s 19    |
| Médaille de bronze | Eva Duinslaeger  | 59 s 55    |

### 3 000 m steeple
| rang               | athlète         | prestation    |
| ------------------ | --------------- | ------------- |
| Médaille d'or      | Steven Casteele | 8 min 55 s 97 |
| Médaille d'argent  | Kim Ruell       | 8 min 58 s 11 |
| Médaille de bronze | Bjorn Willems   | 9 min 5 s 82  |

| rang               | athlète           | prestation     |
| ------------------ | ----------------- | -------------- |
| Médaille d'or      | Sofie Van Accom   | 10 min 24 s 97 |
| Médaille d'argent  | Astrid Verhoeven  | 10 min 31 s 00 |
| Médaille de bronze | Charlotte Sijmens | 10 min 49 s 23 |

## Résultats sauts

### Saut en longueur
| rang               | athlète           | prestation |
| ------------------ | ----------------- | ---------- |
| Médaille d'or      | Cedric Nolf       | 7,73 m     |
| Médaille d'argent  | Corentin Campener | 7,65 m     |
| Médaille de bronze | Nicolas Stempnick | 7,46 m     |

| rang               | athlète          | prestation |
| ------------------ | ---------------- | ---------- |
| Médaille d'or      | Nafissatou Thiam | 6,40 m     |
| Médaille d'argent  | Els De Wael      | 6,14 m     |
| Médaille de bronze | Kim Van Hertem   | 6,04 m     |

### Triple saut
| rang               | athlète        | prestation |
| ------------------ | -------------- | ---------- |
| Médaille d'or      | Solomon Commey | 15,29 m    |
| Médaille d'argent  | Leopold Kapata | 14,85 m    |
| Médaille de bronze | Loïc Marbaix   | 14,45 m    |

| rang               | athlète          | prestation |
| ------------------ | ---------------- | ---------- |
| Médaille d'or      | Sietske Lenchant | 12,98 m    |
| Médaille d'argent  | Saliyya Guisse   | 11,87 m    |
| Médaille de bronze | Elsa Loureiro    | 11,71 m    |

### Saut en hauteur
| rang               | athlète           | prestation |
| ------------------ | ----------------- | ---------- |
| Médaille d'or      | Fabiano Kalandula | 2,13 m     |
| Médaille d'argent  | Bram Ghuys        | 2,11 m     |
| Médaille de bronze | Emile Verdonck    | 2,01 m     |

| rang               | athlète          | prestation |
| ------------------ | ---------------- | ---------- |
| Médaille d'or      | Claire Orcel     | 1,82 m     |
| Médaille d'argent  | Hannelore Desmet | 1,80 m     |
| Médaille de bronze | Alice Mercenier  | 1,68 m     |

### Saut à la perche
| rang               | athlète                 | prestation |
| ------------------ | ----------------------- | ---------- |
| Médaille d'or      | Arnaud Art              | 5,30 m     |
| Médaille d'argent  | Ben Broeders            | 5,20 m     |
| Médaille de bronze | Thomas Van der Plaetsen | 5,00 m     |

| rang               | athlète        | prestation |
| ------------------ | -------------- | ---------- |
| Médaille d'or      | Chloé Henry    | 4,10 m     |
| Médaille d'argent  | Fanny Smets    | 4,10 m     |
| Médaille de bronze | Elien De Vocht | 4,00 m     |

## Résultats lancers

### Lancer du poids
| rang               | athlète           | prestation |
| ------------------ | ----------------- | ---------- |
| Médaille d'or      | Jurgen Verbrugghe | 17,08 m    |
| Médaille d'argent  | Philip Milanov    | 16,90 m    |
| Médaille de bronze | Jarno Wagemans    | 15,72 m    |

| rang               | athlète          | prestation |
| ------------------ | ---------------- | ---------- |
| Médaille d'or      | Jolien Boumkwo   | 15,11 m    |
| Médaille d'argent  | Nafissatou Thiam | 14,07 m    |
| Médaille de bronze | Sophie Verlinden | 13,29 m    |

### Lancer du disque
| rang               | athlète        | prestation |
| ------------------ | -------------- | ---------- |
| Médaille d'or      | Philip Milanov | 56,92 m    |
| Médaille d'argent  | Edwin Nys      | 52,61 m    |
| Médaille de bronze | Sem Bras       | 50,42 m    |

| rang               | athlète            | prestation |
| ------------------ | ------------------ | ---------- |
| Médaille d'or      | Annelies Peetroons | 53,93 m    |
| Médaille d'argent  | Anouska Hellebuyck | 48,40 m    |
| Médaille de bronze | Moly Borbouse      | 45,04 m    |

### Lancer du javelot
| rang               | athlète               | prestation |
| ------------------ | --------------------- | ---------- |
| Médaille d'or      | Timothy Herman        | 71,07 m    |
| Médaille d'argent  | Thomas Smet           | 64,30 m    |
| Médaille de bronze | Vincent Van den Bosch | 62,57 m    |

| rang               | athlète             | prestation |
| ------------------ | ------------------- | ---------- |
| Médaille d'or      | Melissa Dupré       | 54,30 m    |
| Médaille d'argent  | Kato Van den Brulle | 49,15 m    |
| Médaille de bronze | Sarah Vermeir       | 45,51 m    |

### Lancer du marteau
| rang               | athlète            | prestation |
| ------------------ | ------------------ | ---------- |
| Médaille d'or      | Tim De Coster      | 60,76 m    |
| Médaille d'argent  | Walter De Wyngaert | 58,82 m    |
| Médaille de bronze | Remi Malengreaux   | 55,72 m    |

| rang               | athlète               | prestation |
| ------------------ | --------------------- | ---------- |
| Médaille d'or      | Jolien Boumkwo        | 60,54 m    |
| Médaille d'argent  | Vanessa Sterckendries | 59,50 m    |
| Médaille de bronze | Patricia Blondeel     | 52,50 m    |

## Sources
- Ligue Belge Francophone d'Athlétisme
- Ligue Belge Flamande d'Athlétisme